# 2-Bromhexan
2-Bromhexan ist eine chemische Verbindung aus der Gruppe der Halogenkohlenwasserstoffe. 

## Isomere
2-Bromhexan enthält in der 2-Position ein Stereozentrum, es existieren also zwei Enantiomere, (R)-2-Bromhexan und (S)-2-Bromhexan.
Wenn in diesem Artikel oder an anderen Stellen von „2-Bromhexan“ ohne irgendwelche Namenszusätze die Rede ist, meint man das 1:1-Gemisch von (R)-2-Bromhexan und (S)-2-Bromhexan, also das Racemat (RS)-2-Bromhexan.

## Gewinnung und Darstellung
2-Bromhexan kann durch Reaktion von 1-Hexen oder 2-Hexen mit Bromwasserstoff gewonnen werden.

## Eigenschaften
2-Bromhexan ist eine farblose Flüssigkeit, die praktisch unlöslich in Wasser ist.

## Sicherheitshinweise
Die Dämpfe von 2-Bromhexan können mit Luft ein explosionsfähiges Gemisch (Flammpunkt ca. 34 °C) bilden.